# Forsån (naturreservat)
Forsån är ett naturreservat i Skinnskattebergs kommun i Västmanlands län.
Området är naturskyddat sedan 2010 och är 127 hektar stort. Reservatet omfattar en längre sträcka av Forsån med stränder. Det består av vatten och gammal barrskog och lövskog samt en mosse i söder. 